# نهر ريماك
يقع نهر ريماك (بالإسبانية: Río Rímac)‏ في غرب بيرو وهو أهم مصدر لمياه الشرب في ليما ومنطقة كالاو.
النهر هو جزء من مستجمعات مياه المحيط الهادئ ويبلغ طوله 160 كم. يبدأ النهر في مرتفعات إقليم هواروكيري في منطقة ليما ويقع مصبه في كالاو، بالقرب من مطار خورخي شافيز الدولي.
اسم ريماك Rímac هو من كلمة rimaq الموجودة في لغات كتشوا، التي تعني "المتحدث"، مما أدى إلى تلقيبه بـEl Río Hablador ("نهر الحديث").